# 配位空間
配位空間（はいいくうかん、英: Configuration space）または配置空間とは、多体問題の時に使われる、多次元空間である。

## 定義
配位空間とは、一般化座標系の表す多次元空間である。古典力学、特に多体問題において、粒子系の座標を表す。n個の粒子系では各粒子に対して3個の座標が必要であるから、全体では3n次元空間となる。これと3n次元運動量空間とを組み合わせ、2倍の次元を持つ6n次元位相空間が得られる。これは系の状態を表す際にも使用される。